# 1735
1735 (MDCCXXXV) var ett normalår som började en lördag i den gregorianska kalendern och ett normalår som började en onsdag i den julianska kalendern.

## Händelser

### Mars
- 17 mars – Frimurarorden införs i Sverige av greve Axel Wrede-Sparre.[1]

### Augusti
- Augusti – Arvid Horn lyckas genomdriva ett förnyande av förbundet mellan Sverige och Ryssland.

### Okänt datum
- Carolus Linnaeus ger ut sitt genombrottsverk Systema naturae, där växterna delas in i 24 klasser. Hans sexualsystem för växterna blir så småningom världsförhärskande.
- Föregångaren till den svenska Konstakademin, Akademien för de fria konsterna, inrättas.
- Överintendent Tessin grundar svenska Kongl. Ritarakademien.
- Den svenske kemisten Georg Brandt upptäcker metallen kobolt.
- Fartyget Ulrika Eleonora återvänder till Sverige.
- En fast svensk beskickning etableras i Konstantinopel och svenskarna får tillåtelse att bygga en protestantisk kyrka, vilket dock kommer att dröja till 1757.

## Födda
- 10 juli – Giovanni Bertati, italiensk librettist.
- 7 augusti –  Claudine Picardet, fransk kemist, mineralog, meteorolog och vetenskaplig översättare.
- 28 augusti – Andreas Peter Bernstorff, dansk statsman.
- 5 september – Johann Christian Bach, tysk tonsättare.
- 30 oktober – John Adams, amerikansk politiker, USA:s president 1797–1801.
- 1 november – Jakob von Engeström, svenskt kansliråd, misstänkt för delaktighet i sammansvärjningen mot Gustav III.
- 8 november – George Plater, amerikansk politiker, guvernör i Maryland 1791–1792.
- Anna Hammar-Rosén, svensk tidningsredaktör.
- Sprinze Helfft Levy, tysk bankir.

## Avlidna
- 27 september – Peter Artedi, svensk biolog, iktyologins fader (drunkning).
- 8 oktober – Yongzheng-kejsaren, kejsare av Kina.
- 27 oktober – Catharina Bröms, svensk brukspatron vid Wij säteri och bruk 1708–1735.

### Fotnoter
1. ↑  ”Svenska Frimurare Orden”. Arkiverad från originalet den 17 augusti 2010. https://web.archive.org/web/20100817213915/http://www.frimurarorden.se/opl/dmp/dmp_historik.html. Läst 25 mars 2011.